# Kościół św. Antoniego Padewskiego w Jerzmanicach-Zdroju
Kościół pw. św. Antoniego Padewskiego w Jerzmanicach-Zdroju - rzymskokatolicka świątynia w miejscowości Jerzmanice-Zdrój w województwie dolnośląskim. Jest to kościół filialny parafii pw. Narodzenia Najświętszej Maryi Panny w Złotoryi.

## Msze święte i inne nabożeństwa
Msze święte odbywają się w każdą niedzielę o godzinie 9:30, msza noworoczna z reguły o godzinie 14:00, pasterka 24 grudnia o godzinie 23:00, procesja rezurekcyjna w okresie wielkanocnym o godzinie 6:00. Odpust w jerzmanickiej świątyni odbywa się w niedzielę najbliższą 13 czerwca.

## Architektura kościoła
Kościół jest budowlą jednonawową, powstałą na planie prostokątna z licznymi odkształceniami w postaci dobudowanych części. W przeszłości posiadał dwie wieże, jedna z nich spłonęła, historia drugiej do końca nie jest znana. Dziś pozostała tylko jej część - wiadomo, że była wyższa. Świątynia jest budynkiem murowanym, orientowanym. Posiada prostokątne, oskalpowane prezbiterium oraz bezżebrowe sklepienie nad ołtarzem.
Istnieją dwa wejścia do kościoła - barokowy portal zachodni oraz portal południowy. Wewnątrz znajdują się dwupoziomowe drewniane empory z XVIII wieku oraz liczne kolumny, półkolumny i filary, wykonane również z drewna. Kościół posiada betonową posadzkę.
Część ścian kościoła w wyższych partiach wykonana jest z drewna. Znajduje się w niej dzwonnica z dzwonem. Zakrystia znajduje się po lewej stronie od wejścia.

## Wyposażenie
Wewnątrz świątyni znajdują się figury św. Piotra i Pawła, białe, drewniane prezbiterium z ołtarzem oraz boczną, mniejszą amboną. W czasie używania świątyni przez protestantów najprawdopodobniej dobudowana została drewniana ambona na podwyższeniu, pod którą znajduje się kamienna chrzcielnica. Prezbiterium od reszty świątyni oddziela niewielkie podwyższenie oraz wysokie na ok. 50 cm balustrady. 
Znajduje się tu kilka epitafiów z XVI wieku, przedstawiających m.in. syna pastora, właściciela lokalnego majątku, jego żony i córki.

## Historia świątyni
Kościół powstał najprawdopodobniej już w XIV wieku, chociaż według jednej z legend, nawet wcześniej, po około połowy wieku XIII, kiedy to bo bitwie z Mongołami księżna Jadwiga odnalazła ciało swojego syna i ufundowała kilka kościołów. Jednym z nich miał być właśnie ten kościół.
Od roku 1527 służył protestantom. Świątynia znacznie ucierpiała podczas wojny trzydziestoletniej, odbudowana została w 2. połowie XVII wieku, a około 1700 roku został rozbudowany. Przebudowywany w XVIII i XIX wieku. 
Podczas I wojny światowej dzwony zostały zarekwirowane na potrzeby armii pruskiej.
Od 1945 roku ponownie służy wyznawcom katolicyzmu, tuż po wyzwoleniu wsi był jednak używany przez Armię Czerwoną jako stadnina dla koni.